# Wellsford
Wellsford es una ciudad en la isla Norte de Nueva Zelanda, es el asentamiento importante más septentrional en la región de Auckland, está localizada unos 114 kilómetros al noroeste de la ciudad de Auckland.
La ciudad se encuentra cerca de un estrechamiento de la península de North Auckland provocada por un brazo del puerto de Kaipara, en la costa oeste se extiendepor 20 kilómetros hacia el interior y 15 km por la costa este.
Aunque la población de la ciudad es sólo de 1.671 habitantes, es un importante centro regional que se encuentra en el cruce de las carreteras estatales 1 y 16. Su ubicación es casi exactamente a medio camino entre Auckland y la norteña ciudad de Whangarei.

Según la tradición local el origen del nombre Wellsford es un acrónimo basado en los apellidos de las primeras familias que se asentaron en la región.